# تامي دوكوورث
تامي دوكوورث (بالإنجليزية: Tammy Duckworth)‏ (12 مارس 1968) هي سياسية وعسكرية أمريكية برتبة مقدم. وهي عضوة في مجلس الشيوخ الأمريكي عن ولاية إلينوي منذ العام 2017. كما أنها عضوة الحزب الديمقراطي الأمريكي وقدم مثلت دائرة مؤتمرية عن ولاية إلينوي في مجلس النواب الأمريكي بين سنتي 2013 و 2017. وقبل الانتخابات شغلت منصب سكرتيرة وزير شؤون المحاربين القدامى بين 2009 و 2011، إضافة إلى ترأسها إدارة شؤون المحاربين القدماء بين 2006 و 2009.

## الحياة والتعليم
ولدت تامي في بانكوك، تايلاند، والدها المتوفي في 2005 هو من قدماء محاربي القوات البرية للولايات المتحدة وولادتها تنحدر من نسب صيني. وبسبب عملها في الأمم المتحدة تنقلت الأسرة كثيرا بين دول جنوب آسيا، منه أصبحت تامي تتحدث اللغة التايلندية والإندونيسية بطلاقة. إضافة إلى اللغة الإنجليزية.
تخرجت من جامعة هاواي الواقعة في هونولولو عاصمة هاواي في 1989 ببكالوريوس علوم سياسية. ثم حصلت بعدها على ماجستير الآداب في العلاقات الدولية من جامعة جورج واشنطن.

## حياتها الخاصة

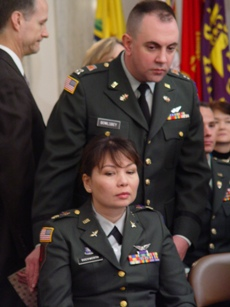
الرائدة تامي داكوورث وزوجها الكابتن بريان بولسبي في جلسة استماع للجنة شؤون المحاربين القدامى بمجلس الشيوخ.

بعد تعرضها لإصابة في حرب العراق أدت إلى فقدان رجليها، قامت بجراحة ترقيعية وهي الآن تتحرك على كرسي متحرك. لهذا فقد ساعدت في إنشاء جمعية مختصة بمصابي الحروب.
تزوجت ماري من برايان بوولسباي، ورزقت منه بطفلة تدعى «أبيغيل» المزدادة في 2014. وتنتظر مولودها الثاني في ربيع 2018.

## روابط خارجية
- تامي دوكوورث على موقع IMDb (الإنجليزية)
- تامي دوكوورث على موقع ميتاكريتيك (الإنجليزية)
- تامي دوكوورث على موقع الموسوعة البريطانية (الإنجليزية)
- تامي دوكوورث على موقع روتن توميتوز (الإنجليزية)
- تامي دوكوورث على موقع رولينغ ستون (الإنجليزية)
- تامي دوكوورث على موقع إن إن دي بي (الإنجليزية)
- تامي دوكوورث على موقع قاعدة بيانات الفيلم (الإنجليزية)
- تامي دوكوورث على موقع ليتربوكسد (الإنجليزية)
- تامي دوكوورث على موقع مجلس الشيوخ الأمريكي.
- تامي دوكوورث على سي-سبان.
- تامي دوكوورث على موقع مكتبة الكونغرس.